# 四国地方の史跡一覧
四国地方の史跡一覧（しこくちほうのしせきいちらん）は、四国地方にある史跡を一覧形式でまとめたものである。

## 徳島県
徳島県では、10件が指定されている。

### 国指定
史跡
- 渋野丸山古墳（しぶのまるやまこふん）〔徳島市〕2009年2月12日
- 徳島城跡（とくしまじょうあと）〔徳島市〕2006年1月26日
- 徳島藩主蜂須賀家墓所（とくしまはんしゅはちすかけぼしょ）〔徳島市〕2002年9月20日
- 鳴門板野古墳群（なるといたのこふんぐん）〔鳴門市〕2016年10月3日
- 阿波国分尼寺跡（あわこくぶんにじあと）〔名西郡石井町〕 1973年4月14日
- 勝瑞城館跡（しょうずいじょうかんあと）〔板野郡藍住町〕2001年1月29日
- 郡里廃寺跡（こおざとはいじあと）〔美馬市〕1976年3月22日
- 段の塚穴（だんのつかあな）〔美馬市〕1942年10月14日
- 丹田古墳（たんだこふん）〔三好郡東みよし町〕1977年7月16日
- 阿波遍路道（あわへんろみち）2010年8月5日以降随時追加指定あり。
  - 詳細は、遍路道の史跡指定区間を参照のこと

### 県指定
徳島県指定史跡については徳島県指定文化財一覧#史跡を参照のこと。

## 香川県
香川県では、特別史跡1件を含む計25件が指定されている。

### 国指定
特別史跡
- 讃岐国分寺跡（さぬきこくぶんじあと）〔高松市〕1928年3月24日

史跡
- 富田茶臼山古墳（とみたちゃうすやまこふん）〔さぬき市〕1993年7月26日
- 石清尾山古墳群（いわせおやまこふんぐん）〔高松市〕1934年1月22日
- 讃岐国分尼寺跡（さぬきこくぶんにじあと）〔高松市〕1928年2月7日
- 高松城跡（たかまつじょうあと）〔高松市〕1955年3月2日
- 屋島（やしま）〔高松市〕1934年11月10日
- 府中・山内瓦窯跡（ふちゅう・やまのうちかわらがまあと）〔坂出市・高松市〕1922年10月12日
- 城山（きやま）〔坂出市・丸亀市〕1951年6月9日
- 快天山古墳（かいてんやまこふん）〔丸亀市〕2004年9月30日
- 塩飽勤番所跡（しわくきんばんしょあと）〔丸亀市〕1970年7月22日
- 丸亀城跡（まるがめじょうあと）〔丸亀市〕1953年3月31日
- 天霧城跡（あまきりじょうあと）〔善通寺市〕1990年5月16日
- 有岡古墳群（ありおかこふんぐん）〔善通寺市〕1984年11月29日
- 中寺廃寺跡（なかでらはいじあと）〔仲多度郡まんのう町〕2008年3月28日
- 二ノ宮窯跡（にのみやかまあと）〔三豊市〕1932年4月25日
- 宗吉瓦窯跡（むねよしがようあと）〔三豊市〕1996年9月10日
- 喜兵衛島製塩遺跡（きへえじませいえんいせき）〔香川郡直島町〕1979年6月25日
- 大坂城石垣石切丁場跡（おおさかじょういしがきいしきりちょうばあと）〔小豆郡小豆島町〕1972年3月16日
- 讃岐遍路道（さぬきへんろみち）2013年10月17日以降随時追加指定あり。
  - 詳細は、遍路道の史跡指定区間を参照のこと
- 津田古墳群（つだこふんぐん）〔さぬき市ほか〕2013年10月17日・2014年3月18日追加指定
- 大野原古墳群（おおのはらこふんぐん）〔観音寺市〕2015年10月7日・2020年3月10日追加指定
- 高松藩主松平家墓所（たかまつはんしゅまつだいらけぼしょ）〔高松市・さぬき市〕2019年2月26日
- 紫雲出山遺跡（しうでやまいせき/しうんでやまいせき/しゅうでやまいせき）〔三豊市〕2019年10月16日
- 讃岐国府跡（さぬきこくふあと）〔坂出市〕2020年3月10日
- 引田城跡（ひけたじょうあと）〔東かがわ市〕2020年3月10日
- 勝賀城跡（かつがじょうあと）〔高松市鬼無町〕2024年2月21日

### 県指定
香川県指定史跡については香川県指定文化財一覧#史跡を参照のこと。

## 愛媛県
愛媛県では、15件が指定されている。

### 国指定
史跡
- 宇摩向山古墳（うまむかいやまこふん）〔四国中央市〕
- 法安寺跡（ほうあんじあと）〔西条市〕
- 永納山城跡（えいのうさんじょうあと）〔西条市・今治市〕
- 伊予国分寺塔跡（いよこくぶんじとうあと）〔今治市〕
- 能島城跡（のしまじょうあと）〔今治市〕
- 妙見山古墳（みょうけんさんこふん）〔今治市〕
- 久米官衙遺跡群（くめかんがいせきぐん）〔松山市〕
  - 久米官衙遺跡（くめかんがいせき）
  - 来住廃寺跡（きしはいじあと）
- 葉佐池古墳（はざいけこふん）〔松山市〕
- 松山城跡（まつやまじょうあと）〔松山市〕
- 湯築城跡（ゆづきじょうあと）〔松山市〕
- 上黒岩岩陰遺跡（かみくろいわいわかげいせき）〔上浮穴郡久万高原町〕
- 宇和島城（うわじまじょう）〔宇和島市〕
- 伊予遍路道（いよへんろみち）2016年10月3日以降随時追加指定あり。
  - 詳細は、遍路道の史跡指定区間を参照のこと
- 等妙寺旧境内（とうみょうじきゅうけいだい）〔北宇和郡鬼北町〕
- 河後森城跡（かごもりじょうあと）〔北宇和郡松野町〕

### 県指定
愛媛県指定史跡については愛媛県指定文化財一覧#史跡を参照のこと。

## 高知県
高知県では、12件が指定されている。

### 国指定
史跡
- 谷重遠墓（たにしげとおのはか）〔香美市〕1944年11月13日
- 龍河洞（りゅうがどう）〔香美市〕1934年12月28日
- 土佐国分寺跡（とさこくぶんじあと）〔南国市〕1922年10月12日
- 比江廃寺塔跡（ひえはいじとうあと）〔南国市〕1934年1月22日
- 岡豊城跡（おこうじょうあと））〔南国市〕2008年7月28日
- 高知城跡（こうちじょうあと）〔高知市〕1959年6月18日
- 武市半平太旧宅および墓（たけちはんぺいたきゅうたくおよびはか）〔高知市〕1936年9月3日
- 土佐藩主山内家墓所（とさはんしゅやまうちけぼしょ）〔高知市〕2016年3月1日
- 不動が岩屋洞窟（ふどうがいわやどうくつ）〔高岡郡佐川町〕1978年12月19日
- 土佐藩砲台跡（とさはんほうだいあと）〔須崎市〕1944年11月13日
- 宿毛貝塚（すくもかいづか）〔宿毛市〕1957年7月27日
- 土佐遍路道（とさへんろみち）2016年10月3日以降随時追加指定あり。
  - 詳細は、遍路道の史跡指定区間を参照のこと

### 県指定
高知県指定史跡については高知県指定文化財一覧#史跡を参照のこと。